# 张开机
张开机（1966年3月—）出生于广东省梅州市大埔县，中国共产党党员，中华人民共和国政治人物。现任佛山市人民政府秘书长。

## 生平
历任北滘镇党政办副主任、党政办主任、顺德市委市政府副秘书长、市委市政府办公室副主任、顺德市委农村工作部部长、顺德市农业局党委书记、委员；容桂街道党委委员、副书记、办事处主任；佛山市三水区人大常委会西南街道工作委员会主任；佛山市东平新城管委会党组书记、主任；三水区副区长；三水区委常委、常务副区长兼西南街道党工委书记。2008年1月，任佛山市东平新城管委会主任、党组书记。2008年3月，兼任佛山市人民政府副秘书长。2011年1月，不再担任佛山市东平新城管委会主任、党组书记。2015年8月，任佛山市商务局局长；2017年3月，任佛山市发展和改革局局长；2020年3月，任佛山市人民政府秘书长。